# シャル・カリ・シャッリ
シャル・カリ・シャッリ（Shar Kali Sharri、在位：紀元前22世紀頃?）は、古代メソポタミアのアッカド王朝の王。シャルカリシャリとも書かれる。名前の意味は「全ての王」である。

## 来歴
ナラム・シンの息子として生まれ、父王の跡を継いでアッカド王となった。ナラム・シンはメソポタミア史上初めて自らを神格化した王であるが、シャル・カリ・シャッリはそれを受け継ぐ事はなかった。彼を神とする臣下の文書が残されてはいるが、シャル・カリ・シャッリ自身が自らを神として記させた文書は現在まで確認されていない。
彼の治世には帝国各地に異民族が侵入し、その対応に追われた。具体的に記録に残っているのはアムル人、フルリ人、そしてグティ人の侵入である。彼は西方の都市バサル（現：ジェベル・ビシェリ）でアムル人と戦って勝利し、またグティ人の王シャッラクを破るなどして帝国の維持に努めた。
特に問題となっていたのがグティ人の侵入である。彼の時代の書簡の中には、農場主がグティ人が襲ってきたら家畜を略奪されないよう街の中に入れるようにと指示しているものもある。更にシュメール諸都市でも反乱が発生し、ラガシュやエラムが独立するなど彼の著しい努力も空しくアッカド王朝は弱体化の一途を辿った。
そして彼は粘土板で撲殺されるという方法で暗殺され、アッカド帝国は崩壊しこれ以降その支配はアッカド市周辺にしか及ばなくなり、グティ王朝がメソポタミアで勢力を伸ばす混乱の時代となった。
シュメール王名表では彼の後、「誰が王で、誰が王ではなかったか」と言う言葉を続けており、無政府状態に陥ったことを示唆している。